# Stírací los

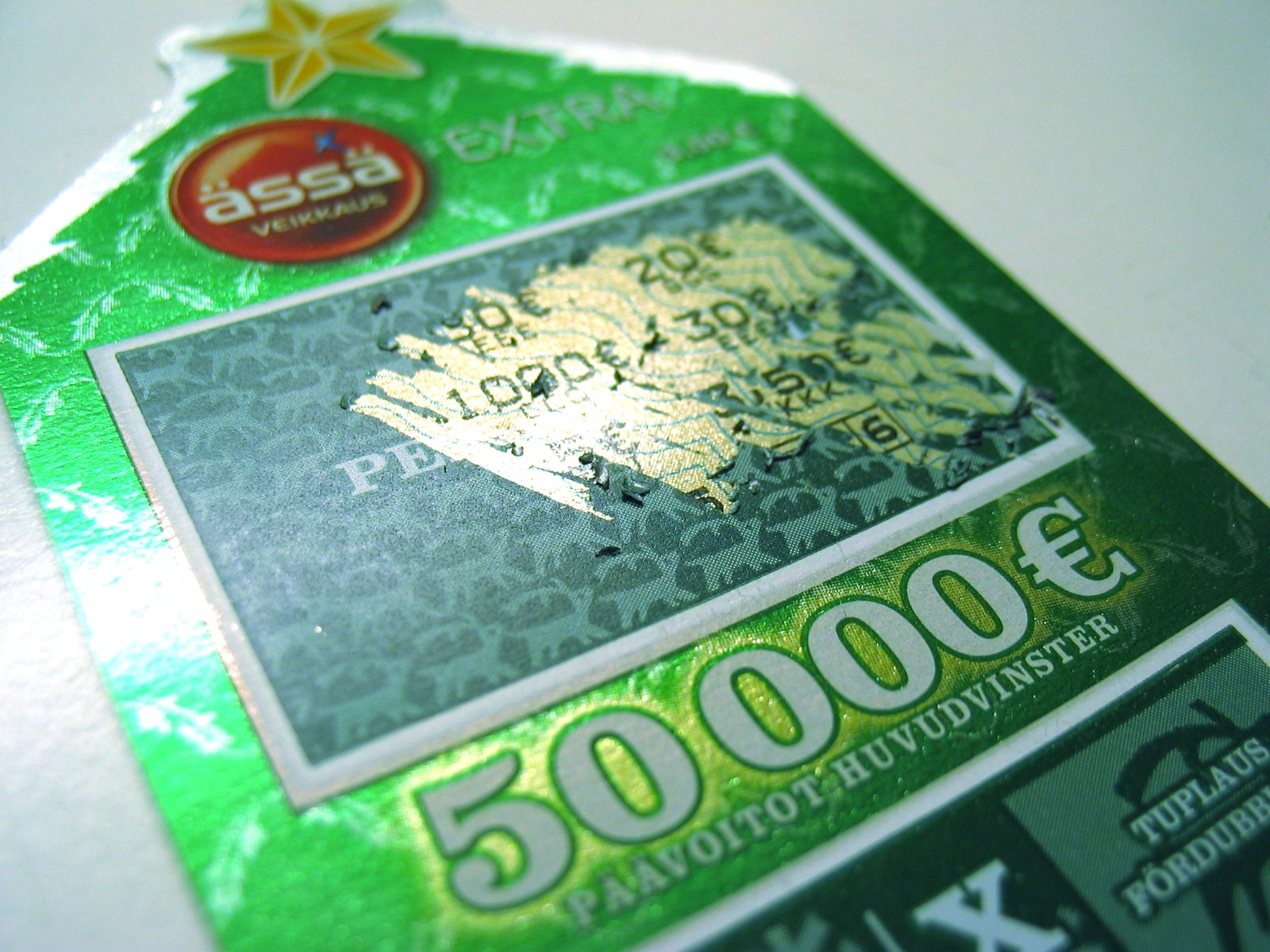
Stírací los

Stírací los je druhem loterie, který se také nazývá okamžitá loterie. Je prodáván v podobě malé karty. Vyrábí se z tenkého papíru a obsahuje herní pole zakryté neprůhlednou vrstvou. Seškrábáním této tenké neprůhledné vrstvy hráči zpravidla okamžitě zjistí, zda vyhráli.

## Historie
První stírací los vznikl již v roce 1974 ve státní loterii v americkém státě Massachusetts. Za jeho vznikem stál počítačový expert John Koza a marketingový expert Daniel Bower. John Koza přišel s algoritmem zaručující naprosto náhodný výsledek pro každý los a Bower se zjištěním, že lidi nejvíc láká možnost okamžité výhry, žádné slosování, jednoduše si koupit los, setřít ho a ihned vědět. Los nesl jméno The Instant Game a za cenu jednoho dolaru mohl hráč vyhrát až 10 tisíc dolarů. Novinka si získala obrovskou popularitu a její princip začali napodobovat všude na světě.
Zanedlouho se stírací losy prodávaly po celém světě a od roku 1990 také online skrze internet. Na evropském trhu patří tento loterijní produkt k nejpopulárnějším. To platí i pro ČR, kde ho jednou za život zkusilo alespoň 65 % lidí.
V Česku se stírací losy objevily až v září 1989. První se jmenoval Spartakiádní hra a na trh jej uvedla společnost Sazka. Prodalo se všech deset miliónů vydaných kusů za cenu 10 Kč za kus. Nejprodávanějším stíracím losem se ale stala až Tutovka v roce 1991, jejíž finále se losovalo přímo na televizních obrazovkách. Velký ohlas měl také nejdražší stírací los v historii ČR s názvem Vánoční kometa. Jeho cena byla 500 Kč a hráč mohl vyhrát až 100 miliónů korun.

## Materiál stíracích losů
Na výrobu stíracího losu se nejčastěji používá tvrdý papír nebo výjimečné plastová hmota. Tento korpus je doplněný o neprůhlednou látku zakrývající informace o výhře. Neprůhledná látka je obvykle tvořena z latexu, který se dá snadno seškrábat a je odolný proti různým oděrům.

## Stírací losy v Česku
V ČR se dají stírací losy pořídit na mnoha místech v závislosti na jejich výrobci. Těmi jsou v ČR Sazka, která jako první přišla se stíracími losy a společnosti Tipsport a Play Games, které jako jediné získaly od Ministerstva financí licenci pro provoz stíracích losů. Jejich stírací losy lze obvykle zakoupit v trafikách, na čerpacích stanicích a v pobočkách České pošty. Stírací losy společnosti Lottoland může hráč sehnat i online na internetu.
V Česku dříve fungovaly stírací losy společností Fortuna (divize stíracích losů odkoupena Sazkou), Gamestar, Českomoravská Loterijní, Victoria Tip, Eurolotto, Terno a další. Společnost Českomoravská loterijní a. s. po více než patnácti letech odešla z loterijního trhu na konci roku 2019. Důvodů bylo více.[ujasnit]
Česká republika také zahájila správní řízení se společností Lottoland se sídlem na Gibraltaru kvůli provozování online hazardních her včetně stíracích losů a loterie Eurojackpot, ke které neměla licenci a pouze využívala vylosovaná čísla. Správní řízení nakonec bylo zastaveno, když Lottoland přestal nabízet hazardní hry pro české hráče, stránky již nejsou v češtině a již není možné se z České republiky registrovat.
Cena stíracích losů se pohybuje v řádu desítek až stovek korun.
Zatím nejvyšší hlavní výhra na stíracím losu v poměru ku ceně losu byla 20 milionů korun, a to na lose za 100,-, který vydala v roce 2014 společnost Českomoravská Loterijní a. s. Los se jmenoval Loterie Tučňák.
Koncem roku 2019 z českého trhu zmizely úplně tištěné stírací losy v nominální hodnotě 10,-Kč. O jejich návratu zatím žádná ze společností neuvažuje. Tím posledním byl los Štěstí (3. emise) od Sazky.

## Faktory ovlivňující výhru
Informace o hlavní výhře nijak zvlášť neodráží skutečnou očekávatelnou výhru. Skutečně podstatnou informací je výherní jistina, tj. částka určená na výhry, která se pohybuje mezi 50 až 70 % z utržených peněz, a pravděpodobnost zakoupení výherního losu. Oba dva údaje bývají na zadní straně losu. Za výhru se ale považuje i pouhé vrácení nákupní ceny losu.
Nejpodstatnější informace lze proto naleznout až v herním plánu daného losu, který je uvedený na internetových stránkách jeho výrobce. Tam je k nalezení konkrétní struktura, počet a hodnota jednotlivých výher. Až z toho je možné vypočíst šanci na konkrétní výhru. Například u stíracího losu ZOO od společnosti FORTUNA byla v roce 2014 pravděpodobnost výhry minimálně 100 tisíc Kč rovna 0,000001 %.
Cena stíracích losů se zpravidla pohybuje pouze okolo několika desítek korun, ovšem i takto nízké investice se mohou časem sečíst, zvlášť pokud se vezme v úvahu relativně nízká návratnost hráči.